# Cabo Dañoso
Cabo Dañoso är en udde i Argentina.   Den ligger i provinsen Santa Cruz, i den södra delen av landet, 1 700 km sydväst om huvudstaden Buenos Aires.
Terrängen inåt land är platt. Havet är nära Cabo Dañoso åt sydost. Trakten är glest befolkad. Det finns inga samhällen i närheten.